# 박남기
박남기(朴南基, 1928년 ~ 2010년 3월 12일)는 조선민주주의인민공화국의 전(前) 노동당 계획재정부장이다. 2009년 조선민주주의인민공화국의 화폐 개혁을 실패한 책임을 물어 평양 체육촌 서산경기장에서 총살되었다.

## 생애
1970년대부터 1980년대까지 국가계획위원회 부위원장, 당 경공업비서, 국가계획위원장, 당 경제비서를 역임하다가 1998년 9월부터 2003년 9월까지 국가계획위원장, 2003년 9월 최고인민회의 예산위원장, 2005년 7월에 당 계획재정부장에 차례로 임명되었다. 1980년대에 조선노동당 중앙위원으로 승진한 후, 1990년대에는 경제에 능통하여 조선민주주의인민공화국의 경제통이 되었다. 그 후, 2000년대에는 조선노동당 계획 재정 부장으로 승진하였다. 연합뉴스는 한국 통일 연구원이 발간하는 「1994-2008 김정일의 현지 지도 동향」을 분석하여, 2007년부터 김정일을 수행하는 빈도가 높아지고 있는 것을 지적하고 있다.

## 실각
2009년 11월 30일, 조선민주주의인민공화국에서 원을 100분의 1으로 하는 디노미네이션을 실시하였다. 이 지시를 실시한 인물로서 박남기의 이름이 보도되었다. 통화의 교환에 있어서는 한사람 당 10만원의 상한액이 설정되고 그것을 넘는 현금은 사실상, 북한 정부에게 몰수되게 된다. 지하 자금의 유통을 저지하고 암시장의 이권 구조를 파괴하여, 물가를 안정시키는 것이 목적이었다고 여겨지지만, 그렇지 않아도 적은 물자의 매석이 발생하고, 물가의 상승으로부터 아사자가 나왔다는 보도도 있었다. 정권 핵심부는 디노미네이션 정책이 실패하였다고 판단하였다. 2010년 2월에는 경질설이 나온 것 외, 동년 3월 12일에 「민족 반역죄」로 김태영 부부장과 함께 공개 처형(총살형)에 처해졌다고 한다.

## 같이 보기
- 조선민주주의인민공화국의 화폐개혁
- 총살